# آستین مایسترو
آستین مایسترو (Austin Maestro) خودرویی است که در سال‌های ۱۹۸۳ تا ۱۹۹۴ (Austin Maestro)۱۹۸۳–۱۹۹۱ (MG Maestro)
۱۹۹۴ تا ۲۰۰۱ (remaining CKD kits، see below)تولید شده‌است. طراحی آن خودروهای موتور جلو-محور جلو بوده است. 